# Церква Різдва Пресвятої Богородиці (Пробіжна)
Церква Різдва Пресвятої Богородиці в Пробіжній — втрачена культова споруда, дерев'яний філіальний храм у Пробіжній Колиндянської громади Чортківського району Тернопільської области України.

## Історія церкви
Дерев'яна церква збудована до [1832] р.
У 1732—1733 роках генеральну візитацію храму здійснив о. Гедеон Загачевський.
Після того як дерев'яна церква Успення Пресвятої Богородиці 1882 року згоріла, пробіжчани відвідували богослужіння в цьому храмі.
Кількість вірян: 1832 — 305, 1844 — 651, 1854 — 509, 1864 — 571, 1874 — 599, 1884 — 710.

## Парохи
- о. Филипович[4]
- о. Саба Филипович[4]
- о. Марко Тисинський ([1832]—1839+)[2]
- о. Юрій Сироїчковський (1839—1840)[2]
- о. Семен Лукасевич (1840—1873+)[2]
- о. Кирило Лукасевич (1873—1874, адміністратор)[2]
- о. Іларій Котович (1874—1886+)[2]
- о. Іван Димуєвський (1881—1882, сотрудник)[2]
- о. Андрій Тимусь (1882—1884, сотрудник)[2]
- о. Володимир Котович (1884—1886, сотрудник)[2]